# IZ Водолея
IZ Водолея (лат. IZ Aquarii), HD 205358 — одиночная переменная звезда в созвездии Водолея на расстоянии приблизительно 939 световых лет (около 288 парсеков) от Солнца. Видимая звёздная величина звезды — от +6,47m до +6,23m.

## Характеристики
IZ Водолея — красный гигант, пульсирующая медленная неправильная переменная звезда (LB) спектрального класса M3 или M4III. Радиус — около 44,4 солнечных, светимость — около 390,92 солнечных. Эффективная температура — около 3303 К.